# Arenales de San Gregorio
Arenales de San Gregorio er en by og kommune i det sydlige centrale Spanien i provinsen Ciudad Real. Den har et indbyggertal på 617 (2024) indbyggere.